# Louis de Foix (ingénieur)
Pour les articles homonymes, voir Louis de Foix (homonymie).
Louis de Foix, né vers 1535 à Paris et mort vers 1604, est un horloger, ingénieur et architecte français.  

## Biographie
Louis de Foix serait né vers 1535 à Paris et pourrait être membre d'une famille noble originaire du comté de Foix. Encore mal connu, le parcours de ce touche-à-tout étonnant de génie débute vers 1560, quand il est appelé en Espagne auprès du roi Philippe II. Il exerce d'abord ses talents d'horloger et de mécanicien, avant de se faire remarquer pour d'autres qualités. C'est ainsi qu'il se voit confier la direction des grands travaux hydrauliques qui sont entrepris à Tolède et qu'il est associé au gigantesque chantier de construction du palais de l'Escurial, dans les environs de Madrid. C'est probablement à ce moment-là que naît sa vocation d'architecte. 
De retour en France, il est avant tout reconnu pour ses compétences d'ingénieur, en particulier quand il est sollicité pour travailler au pont de Pirmil, à Nantes entre 1567 et 1568. À partir de 1571, il dirige pendant plusieurs années, jusqu'en 1578, à la demande du roi de France, Charles IX, le grand chantier de détournement du cours de l'Adour, en aval de Bayonne. Il se consacre également, de 1572 à 1573, puis en 1584 et en 1592, à la réparation des fortifications de la ville. 
On lui doit aussi la construction du phare de Cordouan, à l'embouchure de l'estuaire de la Gironde, auquel il consacre 18 ans de sa vie et toute sa fortune (selon une légende du XVIIIe siècle, il y serait secrètement inhumé). Son fils, Pierre de Foix, reprend sa succession mais ruiné, il transmet le flambeau à François Beuscher, ancien conducteur de travaux de Louis de Foix qui termine son œuvre en 1611, soit 27 ans après la signature du contrat passé entre Louis de Foix et le maréchal de Matignon.

## Réalisations
- Horloger de Philippe II d'Espagne jusqu'en 1571 ;
- 1567 - 1568 : Nantes, participation aux travaux du pont de Pirmil ;
- 1571 - 1594 : détournement de l'embouchure de l'Adour vers Bayonne (jusqu'en 1578), à la demande de Charles IX (contrat daté du 1er avril 1572), réparation des fortifications de Bayonne (1572-1573, puis 1584 et 1592), et reprises et renforcement des ponts de la ville ;
- 1582 - 1602/1604 : étude et travaux de construction du phare de Cordouan, renforcement des défenses de Bordeaux et approvisionnement en eau de la ville ;
- 1594 -1595 : étude d'un modèle pour les pompes et fontaines de Paris ;
- 1598 : étude des piliers, arceaux et tours du Pont-Neuf de Toulouse ;
- 1601 : participation aux études de reconstruction du Pont-Vieux de Villeneuve-sur-Lot ;
- architecte de l'Escurial.

### Fixation de l'embouchure de l'Adour
Le projet prévoyait :
- la construction d'une digue de charpente et de maçonnerie (digue du Trossoat), pour "faire la fermeture de la rivière"
- le creusement d'un canal de 900 toises de longueur (1 800 mètres), et de profondeur suffisante pour "recevoir le cours de la rivière en la mer, après être détournée et fermée de son premier cours ordinaire"

Le 28 octobre 1578 l'Adour débouqua dans l'océan

## Titulature
- 1582 : il reçoit le titre de valet de chambre du roi
- 1592 : ingénieur du roi pour la Guyenne
- +/- 1598 : anoblissement, et acquisition du titre de seigneur de Favières, près de Mosnac et Pons en Saintonge

## Divers
- Il ne doit pas être confondu avec Louis de Foix, mort à la bataille de Montraveau le 29 juillet 1587 et qui fut marié à Diane de Foix
- Un lycée professionnel de Bayonne porte son nom.